# Männerturnverein Stuttgart 1843 2019-2020
Questa voce raccoglie le informazioni riguardanti il Männerturnverein Stuttgart 1843 nelle competizioni ufficiali della stagione 2019-2020.

## Organigramma societario
Area direttiva
- Presidente: Tim Zimmermann

Area tecnica
- Allenatore: Giannīs Athanasopoulos
- Allenatore in seconda: Erik Reitsma
- Assistente allenatore: Simon Kern, Sebastian Schmitz
- Scout man: Andreas Bühler

Area sanitaria
- Medico: Andreas Hans Hoffmann, Frank Stefan Zieger
- Fisioterapista: Catharina Hoch

## Rosa
| N° | Nome                | Ruolo | Data di nascita   | Nazionalità sportiva |
| -- | ------------------- | ----- | ----------------- | -------------------- |
| 1  | Roosa Koskelo       | L     | 20 agosto 1991    | Finlandia            |
| 2  | Alexandra Bura      | P     | 16 marzo 1993     | Germania             |
| 3  | Janna Schweigmann   | C     | 13 aprile 2002    | Germania             |
| 4  | Juliët Lohuis       | C     | 10 settembre 1996 | Paesi Bassi          |
| 5  | Channon Thompson    | S     | 29 marzo 1994     | Trinidad e Tobago    |
| 6  | Annie Cesar         | L     | 26 aprile 1997    | Germania             |
| 7  | Celine Van Gestel   | S     | 7 novembre 1997   | Belgio               |
| 8  | Simone Lee          | S     | 7 ottobre 1996    | Stati Uniti          |
| 9  | Jenna Rosenthal     | C     | 14 maggio 1996    | Stati Uniti          |
| 10 | Pia Kästner         | P     | 29 giugno 1998    | Germania             |
| 11 | Alexandra Lazić     | S     | 24 settembre 1994 | Svezia               |
| 12 | Martina Šamadan     | C     | 11 settembre 1993 | Croazia              |
| 13 | Krystal Rivers      | O     | 23 maggio 1994    | Stati Uniti          |
| 14 | Jennifer Hamson     | O     | 23 gennaio 1992   | Stati Uniti          |
| 15 | Lara Berger         | S     | 2 novembre 2001   | Germania             |
| 16 | Ainise Havili       | P     | 24 aprile 1996    | Stati Uniti          |
| 17 | Cansu Aydınoğulları | P     | 18 febbraio 1992  | Turchia              |

## Risultati

### 1. Bundesliga

#### Girone di andata
| 1ª giornata - 5 ottobre 2019 Sporthalle Berg Fidel, Münster      | Münster        | 1 - 3 | MTV Stoccarda | 25-13, 17-25, 20-25, 19-25        |
| 2ª giornata - 12 ottobre 2019 SCHARRena, Stoccarda               | MTV Stoccarda  | 3 - 0 | Dresdner      | 25-23, 25-22, 25-14               |
| 3ª giornata - 23 ottobre 2019 Turmair Volleyballarena, Straubing | FTSV Straubing | 0 - 3 | MTV Stoccarda | 21-25, 22-25, 19-25               |
| 4ª giornata - 26 ottobre 2019 SCHARRena, Stoccarda               | MTV Stoccarda  | 3 - 1 | Wiesbaden     | 25-20, 23-25, 25-20, 25-15        |
| 5ª giornata - 9 novembre 2019 MBS Arena Potsdam, Potsdam         | Potsdam        | 0 - 3 | MTV Stoccarda | 20-25, 22-25, 17-25               |
| 7ª giornata - 16 novembre 2019 SCHARRena, Stoccarda              | MTV Stoccarda  | 2 - 3 | PTSV Aachen   | 18-25, 16-25, 25-17, 25-18, 23-25 |
| 8ª giornata - 30 novembre 2019 Sporthalle Wolfsgrube, Suhl       | Suhl           | 0 - 3 | MTV Stoccarda | 18-25, 24-26, 17-25               |
| 9ª giornata - 4 dicembre 2019 SCHARRena, Stoccarda               | MTV Stoccarda  | 3 - 0 | Erfurt        | 25-10, 25-17, 25-19               |
| 10ª giornata - 14 dicembre 2019 Ballsporthalle, Vilsbiburg       | Vilsbiburg     | 1 - 3 | MTV Stoccarda | 28-26, 24-26, 19-25, 19-25        |
| 11ª giornata - 21 dicembre 2019 SCHARRena, Stoccarda             | MTV Stoccarda  | 1 - 3 | Schweriner    | 25-23, 22-25, 23-25, 13-25        |

#### Girone di ritorno
| 12ª giornata - 15 gennaio 2020 SCHARRena, Stoccarda                      | MTV Stoccarda | 2 - 3 | Münster        | 25-22, 18-25, 21-25, 25-16, 13-15 |
| 13ª giornata - 18 gennaio 2020 Margon Arena, Dresda                      | Dresdner      | 1 - 3 | MTV Stoccarda  | 15-25, 25-17, 22-25, 27-29        |
| 14ª giornata - 12 febbraio 2020 SCHARRena, Stoccarda                     | MTV Stoccarda | 3 - 0 | FTSV Straubing | 27-25, 25-17, 25-21               |
| 15ª giornata - 29 gennaio 2020 Halle am Platz, Wiesbaden                 | Wiesbaden     | 0 - 3 | MTV Stoccarda  | 21-25, 20-25, 20-25               |
| 16ª giornata - 1º febbraio 2020 SCHARRena, Stoccarda                     | MTV Stoccarda | 3 - 2 | Potsdam        | 25-19, 25-15, 23-25, 26-28, 15-12 |
| 18ª giornata - 22 febbraio 2020 Sporthalle Neuköllner Straße, Aquisgrana | PTSV Aachen   | 0 - 3 | MTV Stoccarda  | 19-25, 24-26, 23-25               |
| 19ª giornata - 26 febbraio 2020 SCHARRena, Stoccarda                     | MTV Stoccarda | 3 - 0 | Suhl           | 25-17, 25-22, 25-22               |
| 20ª giornata - 29 febbraio 2020 Riethsporthalle, Erfurt                  | Erfurt        | 1 - 3 | MTV Stoccarda  | 21-25, 21-25, 25-22, 20-25        |
| 21ª giornata - 7 marzo 2020 SCHARRena, Stoccarda                         | MTV Stoccarda | 3 - 0 | Vilsbiburg     | 25-22, 25-16, 25-18               |
| 22ª giornata - 14 marzo 2020 ARENA Schwerin, Schwerin                    | Schweriner    | -     | MTV Stoccarda  | annullata                         |

### Coppa di Germania

#### Fase a eliminazione diretta
| Ottavi di finale - 2 novembre 2019 SCHARRena, Stoccarda  | MTV Stoccarda | 3 - 1 | FTSV Straubing | 25-20, 25-17, 24-26, 25-20        |
| Quarti di finale - 23 novembre 2019 SCHARRena, Stoccarda | MTV Stoccarda | 3 - 0 | Erfurt         | 26-24, 25-13, 25-20               |
| Semifinali - 11 dicembre 2019 SCHARRena, Stoccarda       | MTV Stoccarda | 3 - 2 | Schweriner     | 17-25, 25-23, 19-25, 25-19, 15-9  |
| Finale - 16 febbraio 2020 SAP Arena, Mannheim            | Dresdner      | 3 - 2 | MTV Stoccarda  | 25-19, 20-25, 21-25, 28-26, 17-15 |

### Supercoppa tedesca

#### Fase a eliminazione diretta
| Finale - 20 ottobre 2019 TUI Arena, Hannover | Schweriner | 3 - 1 | MTV Stoccarda | 25-22, 31-33, 25-19, 25-18 |

### Champions League

#### Fase a gironi
| 1ª giornata - 19 novembre 2019 Sport Arena, Łódź    | ŁKS           | 3 - 2 | MTV Stoccarda | 16-25, 25-22, 25-19, 16-25, 15-10 |
| 2ª giornata - 27 novembre 2019 SCHARRena, Stoccarda | MTV Stoccarda | 3 - 1 | AGIL          | 11-25, 25-20, 25-18, 25-23        |
| 3ª giornata - 17 dicembre 2019 FSK Olymp, Južne     | Chimik        | 1 - 3 | MTV Stoccarda | 22-25, 16-25, 25-22, 26-28        |
| 4ª giornata - 23 gennaio 2020 PalaTerdoppio, Novara | AGIL          | 3 - 0 | MTV Stoccarda | 25-11, 25-22, 25-19               |
| 5ª giornata - 5 febbraio 2020 SCHARRena, Stoccarda  | MTV Stoccarda | 3 - 1 | ŁKS           | 17-25, 28-26, 25-16, 25-18        |
| 6ª giornata - 18 febbraio 2020 SCHARRena, Stoccarda | MTV Stoccarda | 3 - 0 | Chimik        | 25-21, 25-19, 25-17               |

#### Fase a eliminazione diretta
| Quarti di finale (andata) - 4 marzo 2020 SCHARRena, Stoccarda  | MTV Stoccarda | 0 - 3 | Imoco         | 17-25, 16-25, 20-25 |
| Quarti di finale (ritorno) - 10 marzo 2020 PalaVerde, Villorba | Imoco         | -     | MTV Stoccarda | annullata           |

## Statistiche

### Statistiche di squadra
| Competizione       | Punti | In casa | In casa | In casa | In trasferta | In trasferta | In trasferta | Totale | Totale | Totale |
| Competizione       | Punti | G       | V       | P       | G            | V            | P            | G      | V      | P      |
| ------------------ | ----- | ------- | ------- | ------- | ------------ | ------------ | ------------ | ------ | ------ | ------ |
| 1. Bundesliga      | 49    | 10      | 7       | 3       | 9            | 9            | 0            | 19     | 16     | 3      |
| Coppa di Germania  | -     | 3       | 3       | 0       | 0            | 0            | 0            | 4      | 3      | 1      |
| Supercoppa tedesca | -     | -       | -       | -       | -            | -            | -            | 1      | 0      | 1      |
| Champions League   | 13    | 4       | 3       | 1       | 3            | 1            | 2            | 7      | 4      | 3      |
| Totale             | -     | 17      | 13      | 4       | 12           | 10           | 2            | 31     | 23     | 8      |

G = partite giocate; V = partite vinte; P = partite perse